# ГЕС Sānxīkǒu
ГЕС Sānxīkǒu (三溪口水电站) — гідроелектростанція на сході Китаю у провінції Чжецзян. Використовує ресурс із річки Oujiang, яка впадає до Східнокитайського моря біля міста Веньчжоу. При цьому вище по сточищу на витоках Oujiang створені каскади, до яких зокрема відносяться ГЕС Танкенг та ГЕС Шітанг.
У межах проєкту річку перекрили бетонною греблею, яка утримує водосховище з об'ємом 56,6 млн м3 (корисний об'єм 2,5 млн м3) та припустимим коливанням рівня поверхні в операційному режимі між позначками 17,8 та 18 метрів НРМ (під час повені рівень може зростати до 26,3 метра НРМ).
Пригреблевий машинний зал обладнали трьома бульбовими турбінами потужністю по 33,3 МВт, які забезпечують виробництво 266 млн кВт·год електроенергії на рік.
Видача продукції відбувається по ЛЕП, розрахованій на роботу під напругою 110 кВ.